# William B. Travis
William Barret Travis (født 9. august 1809 i Saluda County i South Carolina, død 6. marts 1836 i fortet Alamo i San Antonio, Texas) var en amerikansk advokat, der praktiserede i Mexico. Han var leder af Republikken Texas, der blev udråbt ved Texasrevolutionen.
Han blev dræbt den 6. marts 1836 under Slaget ved Alamo da den mexicanske general Antonio Lopez de Santa Annas stormede kirken The Alamo.